# Harry Lewis (Boxer)
Harry Lewis (* 16. September 1886 in New York City, New York, Vereinigte Staaten als Harry Besterman; † 22. Februar 1956 in Philadelphia, Pennsylvania, USA) war ein US-amerikanischer Boxer im Weltergewicht und Weltmeister von 1908 bis 1911. 2002 wurde er in die International Jewish Sports Hall of Fame und 2008 in die International Boxing Hall of Fame aufgenommen. Der Box-Journalist Nat Fleischer (1887–1972) bezeichnete ihn einmal als den sechstgrößten Weltergewichtler aller Zeiten.

## Leben und Karriere
Bestermans Familie zog von New York nach Philadelphia, als er noch ein Kleinkind war. Er begann seine Karriere als Profi-Boxer im August 1903 im Alter von 17 Jahren unter dem Pseudonym Harry Lewis, da er befürchtete, seine Eltern würden sich seiner Berufswahl widersetzen. Im Gegensatz zu vielen anderen jüdischen Eltern jener Zeit förderte ihn sein Vater Jake jedoch später, nachdem er von der Berufswahl seines Sohnes erfahren hatte. Lewis kämpfte zunächst für knapp zwei Jahre im Federgewicht, bevor er im Mai 1905 ins Weltergewicht wechselte.
Er entwickelte sich zu einem populären Boxer beiderseits des Atlantiks und bestritt eine Reihe von Kämpfen in Frankreich und England. Zum umstrittenen Weltmeister wurde Lewis 1908, nachdem er sowohl den amtierenden neuen Weltmeister Mike Twin Sullivan als auch den alten Weltmeister Honey Mellody in zwei Nicht-Titel-Kämpfen besiegt hatte. Sullivan hatte nach seiner Niederlage gegen Lewis den Titel gegen den damals noch amtierenden Weltmeister Mellody gewonnen, konnte den Titel danach jedoch aufgrund von Gewichtsproblem nicht mehr verteidigen, wodurch Lewis von vielen als legitimer Weltmeister angesehen wurde. Lewis verteidigte seinen Titelanspruch mehrfach erfolgreich, bis er ihn 1911 aufgrund von Gewichtsproblemen an Leo Huck abtreten musste. Im Zeitraum von 1910 bis 1913 absolvierte er viele Kämpfe in Frankreich und England, oft auch in höheren Gewichtsklassen.
Seinen letzten Kampf bestritt Lewis im Oktober 1913 in Philadelphia, wo er die zweite K.-o.-Niederlage seiner Karriere erlitt. Nach dem Kampf musste er im Krankenhaus aufgrund eines Blutgerinnsels im Gehirn behandelt werden und hatte für den Rest seines Lebens mit Lähmungserscheinungen zu kämpfen. Lewis arbeitete später als Boxmanager, zu den bekanntesten Boxern, die er betreute, gehörte Bernie Manhoff.